# Tovomita stylosa
Tovomita stylosa là một loài thực vật có hoa trong họ Bứa. Loài này được Hemsl. miêu tả khoa học đầu tiên năm 1878.